# Decarthron setosum
Decarthron setosum är en skalbaggsart som beskrevs av Thomas E. Bowman III 1934. Decarthron setosum ingår i släktet Decarthron och familjen kortvingar. Inga underarter finns listade i Catalogue of Life.